# Agelaia pallidiventris
Agelaia pallidiventris är en getingart som först beskrevs av Richards 1978.  Agelaia pallidiventris ingår i släktet Agelaia och familjen getingar. Inga underarter finns listade i Catalogue of Life.